# III. třída okresu Plzeň-město
III. třída okresu Plzeň-město patří společně s ostatními třetími třídami mezi deváté nejvyšší fotbalové soutěže v Česku. Je řízena Okresním fotbalovým svazem Plzeň-město. Hraje se každý rok od léta do jara se zimní přestávkou. Vítěz každé ze skupin postupuje do II. třídy okresu Plzeň-město.

## Vítězové

### III. třída okresu Plzeň-město
| Ročník    | Vítězný tým                                         |
| --------- | --------------------------------------------------- |
| 2004/2005 | TJ Zruč B                                           |
| 2005/2006 | 1.FC Lobzy Plzeň                                    |
| 2006/2007 | Prazdroj Plzeň                                      |
| 2007/2008 | TJ Plzeň - Litice                                   |
| 2008/2009 | FC Spartak Chrást B                                 |
| 2009/2010 | Sokol Lhota                                         |
| 2010/2011 | TJ Sokol Plzeň-Letná B                              |
| 2011/2012 | TJ Sokol - Plzeň Hradiště                           |
| 2012/2013 | TJ Plzeň - Litice                                   |
| 2013/2014 | Sokol Lhota B                                       |
| 2014/2015 | Vodní stavby Plzeň                                  |
| 2015/2016 | SK Starý Plzenec                                    |
| 2016/2017 | Sokol Druztová                                      |
| 2017/2018 | Prazdroj Plzeň                                      |
| 2018/2019 | Košutka Plzeň B                                     |
| 2019/20   | bez vítěze - nedohráno z důvodu pandemie covidu-19. |
| 2020/21   | bez vítěze - nedohráno z důvodu pandemie covidu-19. |
| 2021/22   | FK Ledce                                            |
| 2022/23   | Slovan Plzeň B                                      |
| 2023/24   | SK Senco Doubravka B                                |
| 2024/25   | FC Křimice B                                        |